# Букеларии
Букеларии  (на латински: Bucellarii – мн.ч. от букеларий – на латински: Bucellarius), на гръцки: Βουκελλάριοι) – в Източната Римска Империя и Западната Римска империя лични телохранители на частни лица – пълководци или сенатори (крупни земевладелци). Представлявали малки „частни армии“, като идеята е копирана от варварските дружини.. Терминът възниква в края на 4, началото на 5 век при императоритеХонорий и Аркадий. През 6 век във Византия големите пълководци задължително имали такива дружини, които представлявали по-голямата част от полевата им армия.

## Организация
На латински Boukellaton означавало 'сух', 'изсушен хляб, биквити' с дупка посредата. Съответно bucellarius буквално означава човек, ядящ такива 'бисквити'. Причината за това прозвище била, че букелариите се хранели на масата на господаря си и можели да ядат пшеничен (бял) хляб – по-вкусен и не толкова груб, колкото (черния) хляб, с който се хранели обикновените войници..
Били лека кавалерия, набирана основно от хуни и готи. Представлявали личната охрана (телохранителите) на големи военачалници или земевладелци. Изцяло зависели и били издържани от работодателя си, който ги снабдявал с провизии, коне и оръжие.. При това, те били нещо повече от 'наемници': те полагали клетва за вярност към господаря си (и към императора); в битките го защитавали до последна капка кръв; ако бъде предателски убит извън битка, мъстели за него.. Например през 455 г. букелария на Флавий Аеций – гота Оптила – за да отмъсти за смъртта му убива Император Валентиниан III.

## Свидетелства
В Западната Римска империя Стилихон (който е бил полу-вандал) през 406 г. след като победил армията на Радагайз от редовете на пленените готи и вандали сформира собствен отряд от 10000 души, наречени оптимати, и имащ същите функции..
Нахлуването на Вандалите в Сицилия и южна Италия ок. 460 г. е било спряно от частната армия на местния сенатор – дядото на Касиодор. . Велизарий, покорителят Африка и Италия, най-добрият пълководец на Юстиниан Велики, имал 7000 телохранителя, които взели участие в потушаването на бунта Ника 532 г., във войните с вандалите и в Готските войни.